# Futbol base

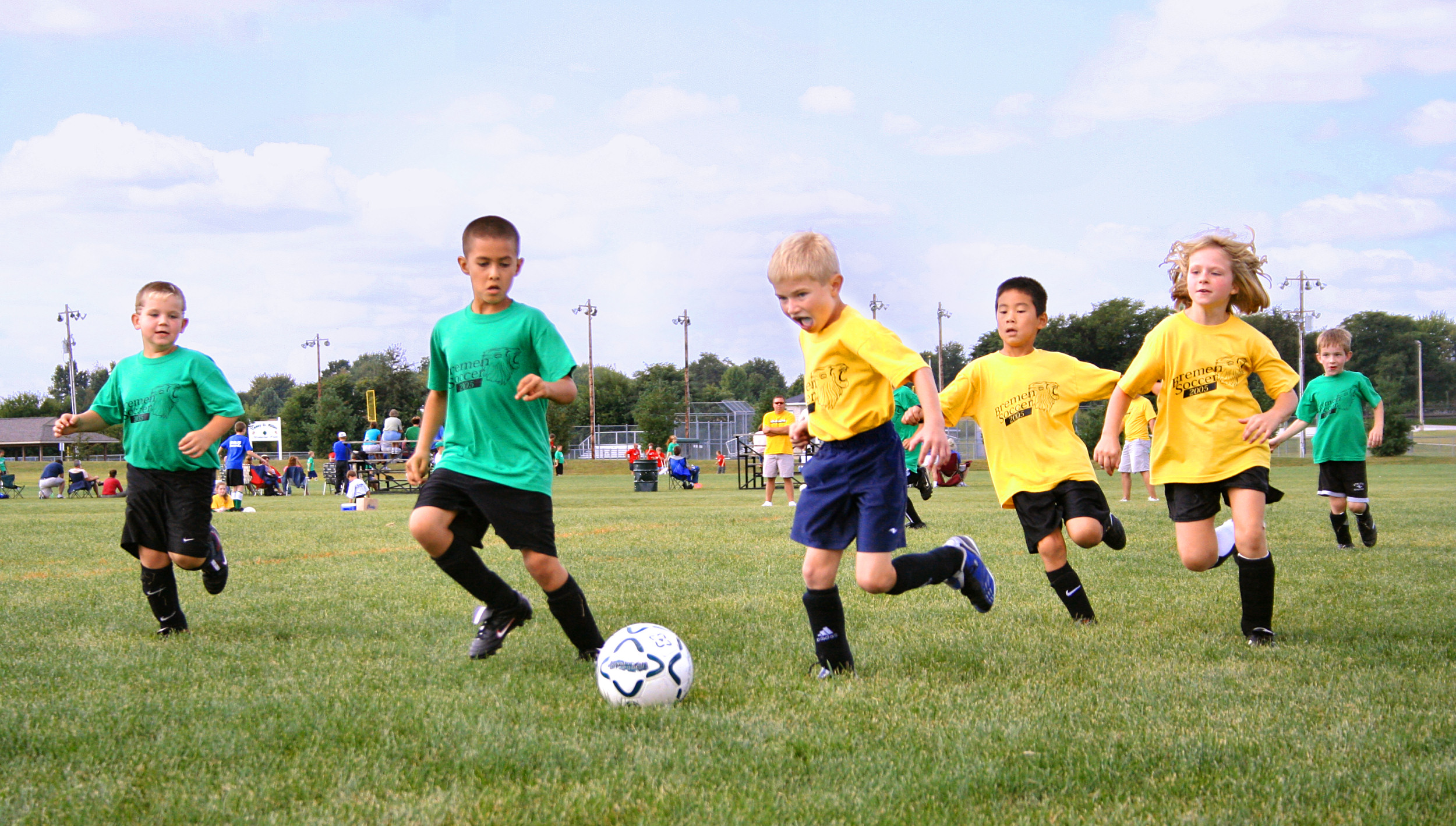
Partit de futbol base.

El Futbol base, també anomenat futbol juvenil, futbol formatiu, categories inferiors o, de forma informal planter, és la denominació que rep el futbol practicat entre joves, abans d'arribar a la categoria absoluta. La seva principal tasca és la formació, tant tècnica com tàctica, dels joves futbolistes.

## Categories
A la majoria de països l'etapa del futbol base finalitza als 19 anys, tot i que en alguns països, com els Estats Units, es perllonga fins al final de l'etapa universitària (4 anys més), fet que també és adoptat per la FIFA.
Les categories als Països Catalans són les següents:
| Categoria | Descripció      |
| --------- | --------------- |
| Sub-23    | Sènior          |
| Sub-22    | Sènior          |
| Sub-21    | Sènior          |
| Sub-20    | Sènior          |
| Sub-19    | Juvenil "A"     |
| Sub-18    | Juvenil "B"     |
| Sub-17    | Juvenil "C"     |
| Sub-16    | Cadet "A"       |
| Sub-15    | Cadet "B"       |
| Sub-14    | Infantil "A"    |
| Sub-13    | Infantil "B"    |
| Sub-12    | Aleví "A"       |
| Sub-11    | Aleví "B"       |
| Sub-10    | Benjamí "A"     |
| Sub-9     | Benjamí "B"     |
| Sub-8     | Pre-benjamí "A" |
| Sub-7     | Pre-benjamí "B" |